# デリアヌオーヴァ
デリアヌオーヴァ（イタリア語: Delianuova）は、イタリア共和国カラブリア州レッジョ・カラブリア県にある、人口約3,300人の基礎自治体（コムーネ）。

## 地理

### 位置・広がり

#### 隣接コムーネ
隣接するコムーネは以下の通り。
- コゾレート
- サン・ルーカ
- シード